# Folgueroles
Folgueroles (spanisch Folgarolas) ist eine katalanische Gemeinde (Municipio) mit 2.263 Einwohnern (Stand: 2024) in der Provinz Barcelona im Nordosten Spaniens. Sie liegt in der Comarca Osona. 

## Geographie
Folgueroles liegt etwa 75 Kilometer nordnordöstlich von Barcelona in einer Höhe von ca. 550 m. 

## Demografie
| 1900 | 1930 | 1950 | 1970 | 1981 | 1991 | 2001 | 2011 | 2021 |
| ---- | ---- | ---- | ---- | ---- | ---- | ---- | ---- | ---- |
| 735  | 996  | 918  | 977  | 1010 | 1160 | 1640 | 2229 | 2269 |

## Sehenswürdigkeiten

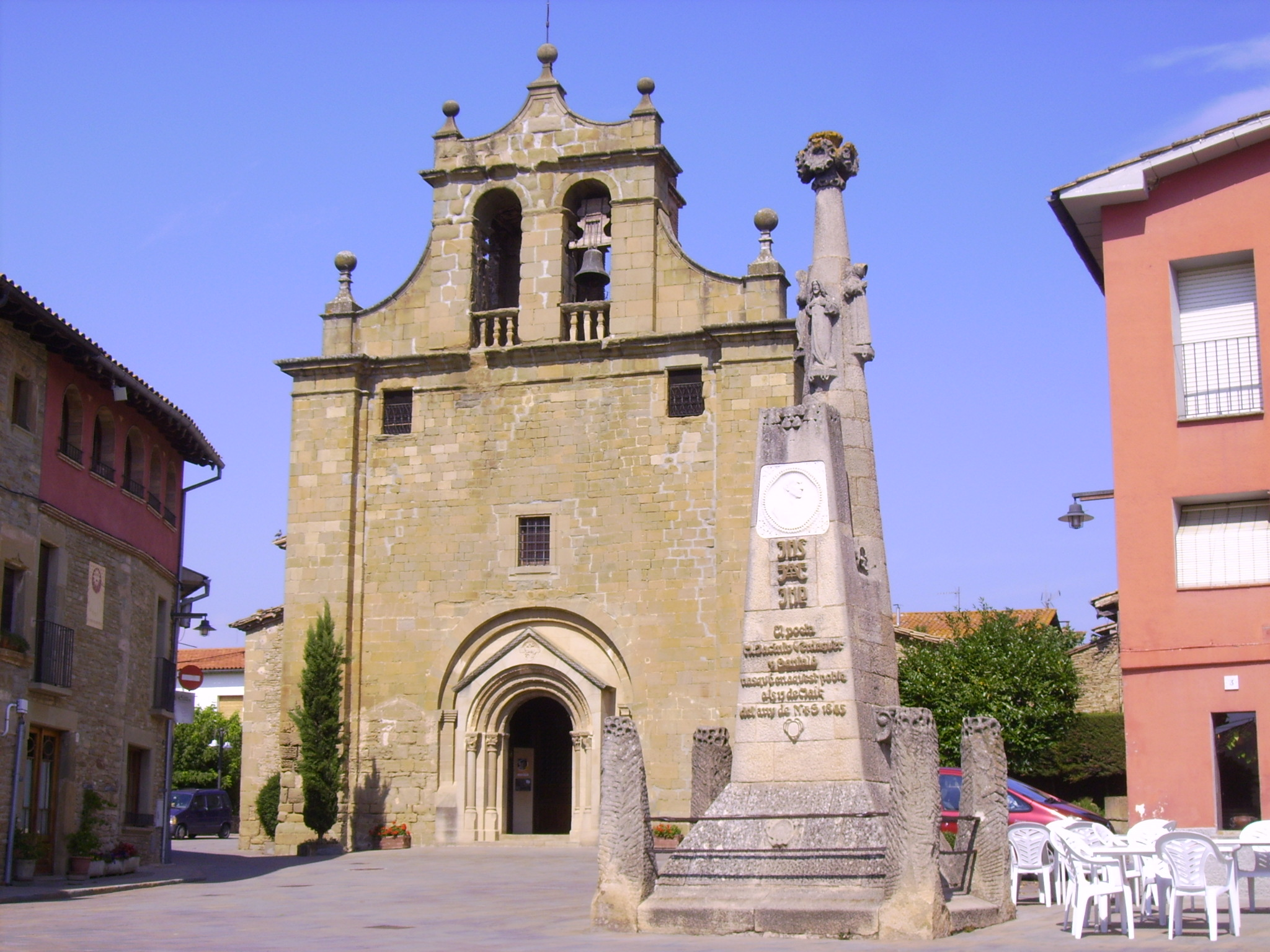
Marienkirche
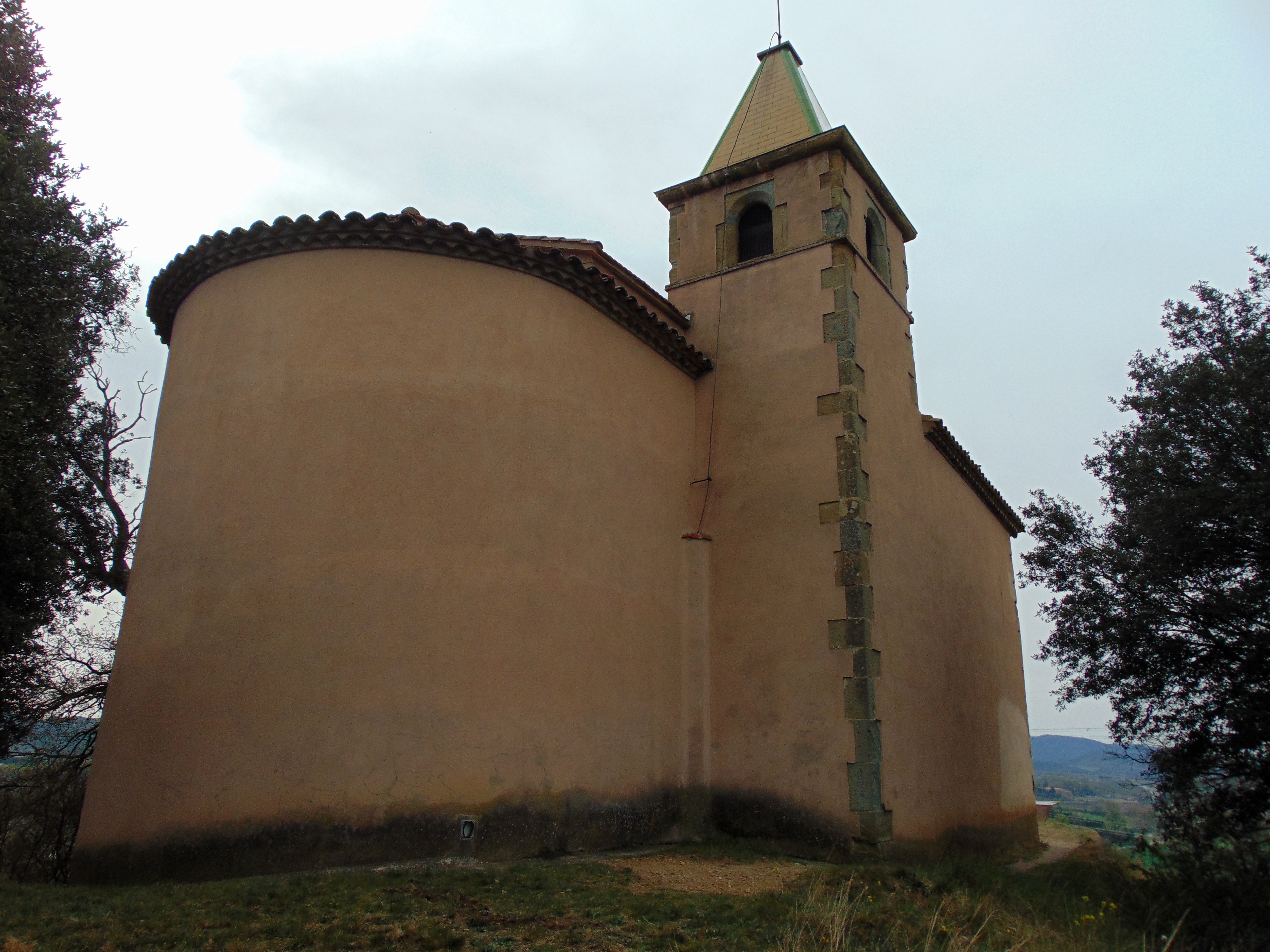
Georgskirche
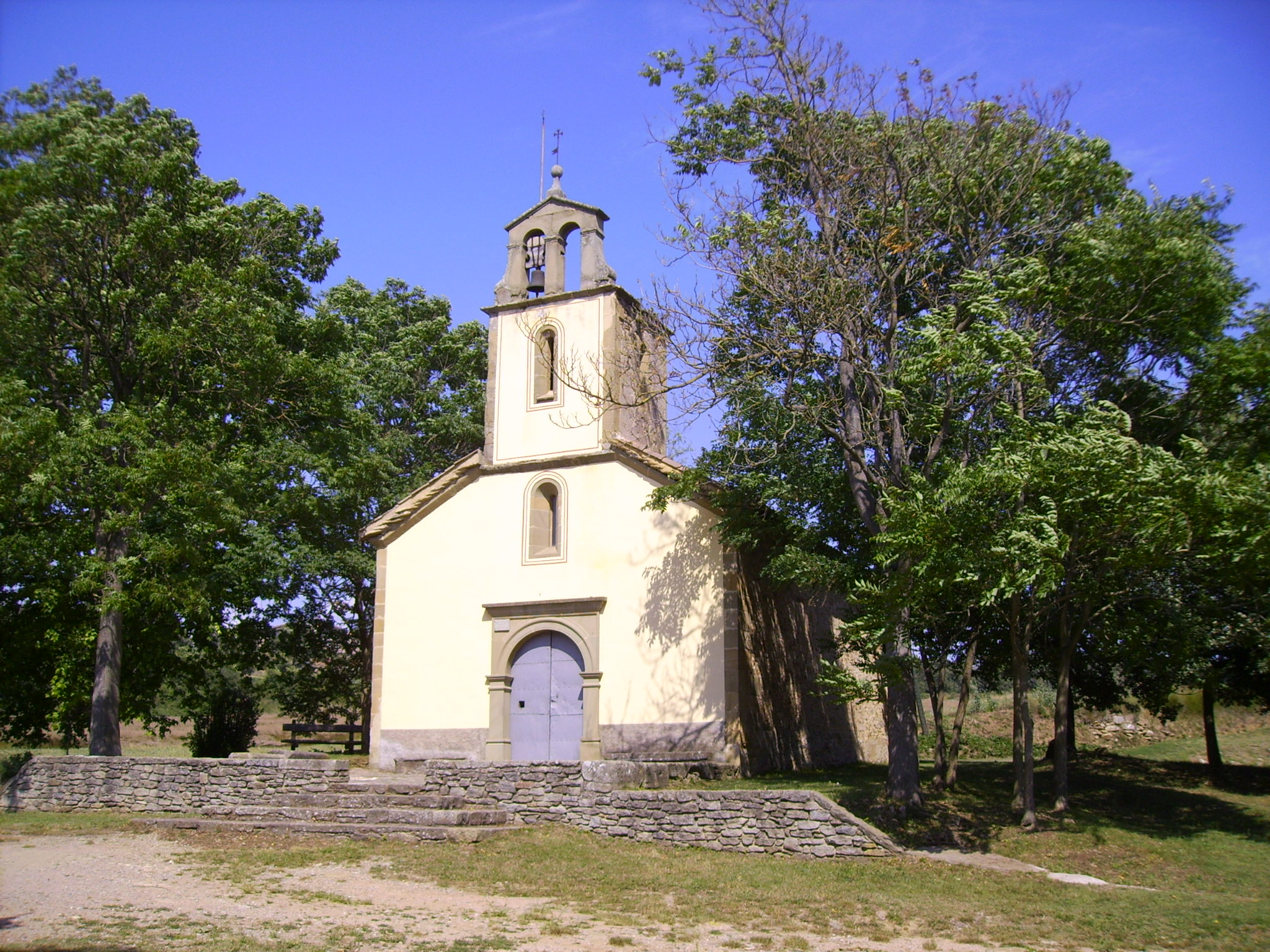
Kapelle von La Damunt
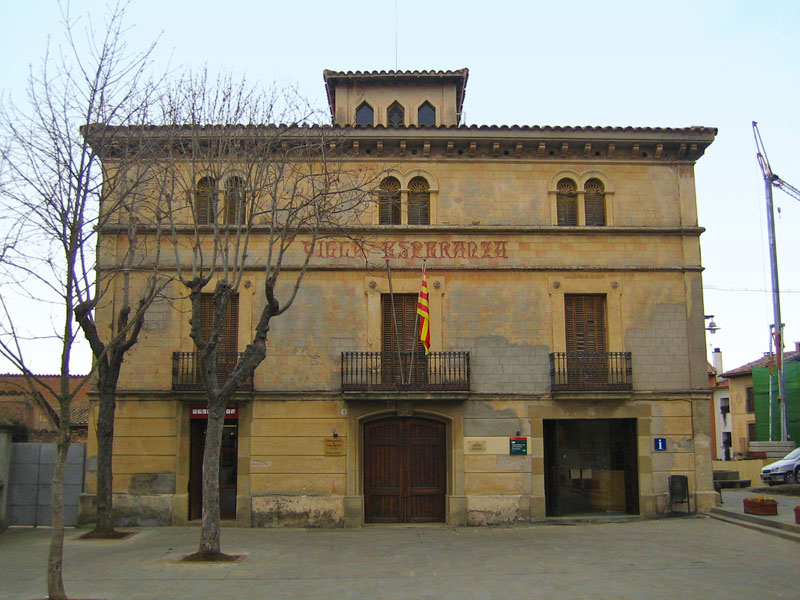
Rathaus

- Marienkirche
- Georgskirche
- Kapelle von La Damunt
- Rathaus

## Persönlichkeiten
- Jacint Verdaguer (1845–1902), Dichter
- Nani Roma (bürgerlich Joan Roma Cararach, * 1972), Rallye-Fahrer